# Rastra de discos

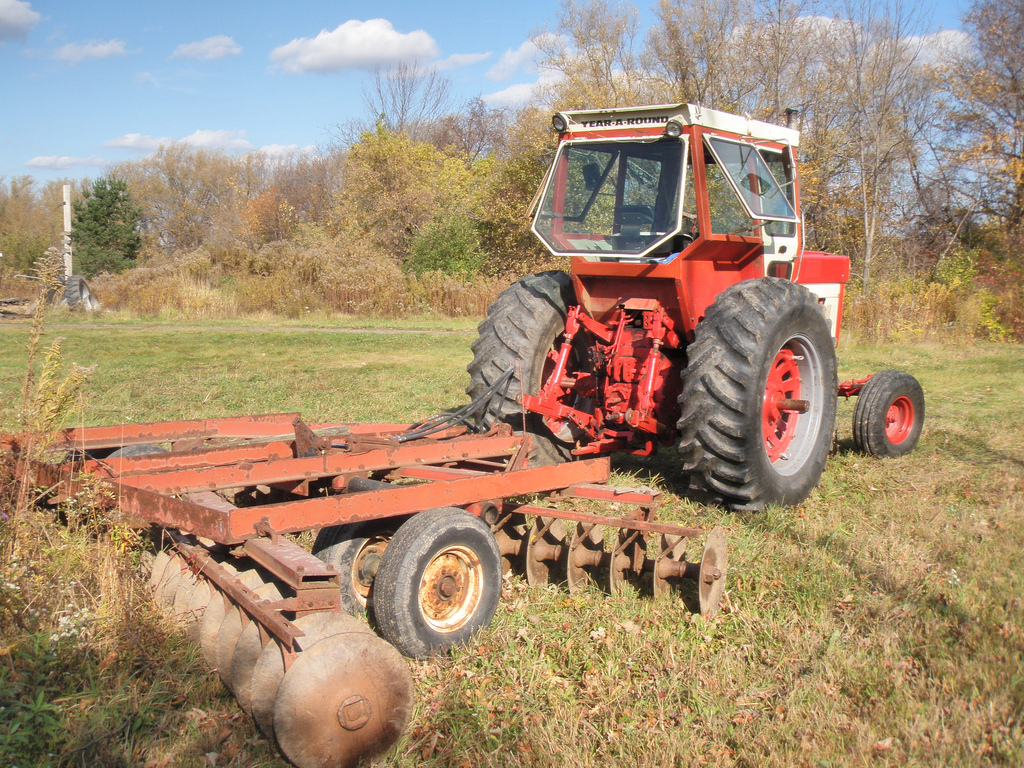
Rastra de discos de doble acción arrastrada por un, tractor.

Una rastra de discos o grada de discos es una máquina agrícola empleada para realizar labranza secundaria o a veces también una primera labranza del suelo. Consta de un conjunto de casquetes esféricos de acero, de poca concavidad comparados con los del arado de discos, generalmente llamados discos o platos, montados sobre un eje común y solidarios con este. Cada uno de estos se denominan cuerpos y una rastra de discos se compone de dos o cuatro cuerpos. Vistos desde arriba los de cuatro cuerpos, denominados rastra de disco de doble acción, aparecen con forma de una "X" pues los discos no son paralelos a la dirección de marcha de la rastra sino que habitualmente forman un ángulo  de 20° a 25°. Este ángulo es regulable por el operador. 
De acuerdo a los trabajos a realizar hay rastras con discos de diferentes tamaños. Las llamadas “livianas” son las de discos de 20 a 22 pulgadas (50–56 cm) de diámetro. Se usan principalmente para desterronar, refinar y mullir la tierra arada destinada a la siembra posterior de cultivos. A veces también para realizar una primera labranza en rastrojos poco densos y de suelos livianos.
Las rastras de discos “pesadas” tienen discos de 24 a 40 pulgadas (60-100 cm), generalmente escotados, y se utilizan en tierras con muchas malezas o para triturar y dejar enterrados raíces y restos vegetales después de un desmonte. También suelen realizar la primera labranza en un suelo con vegetación natural o desbroce, o desmonte de vegetación arbustiva. Dentro de este tipo, las denominadas excéntricas u offset son de dos cuerpos y tienen forma de “<” vistas desde arriba.

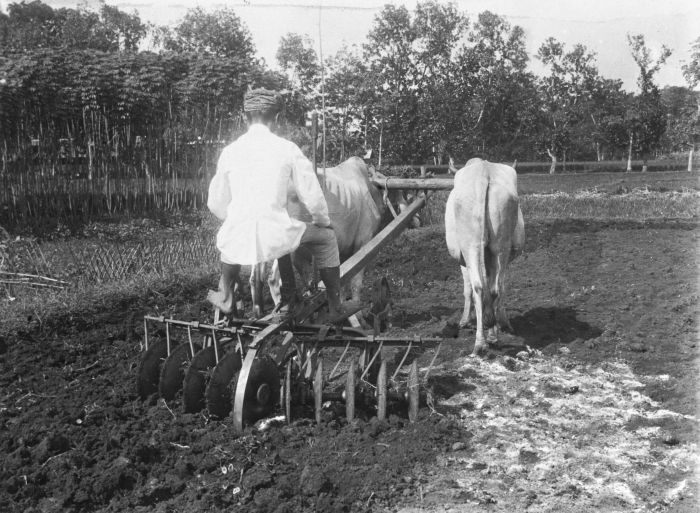
Rastra de discos simple de tracción animal.

Los discos escotados mencionados arriba se emplean en terrenos con residuos vegetales porque los cortan mejor, los mezclan con la tierra y penetran mejor en el suelo. Son más caros que los discos lisos.
Las rastras de disco antiguas (rastras de discos de simple acción) eran de sólo dos cuerpos en “V” movidos por tracción animal y regulación con palancas de accionamiento manual. Una rastra de 16 discos podía “disquear” alrededor de media hectárea por hora. Actualmente son arrastrados por tractores y su ancho de trabajo es mucho mayor. Cuando debido a su ancho no pueden transitar por los caminos, cuentan con mecanismos de funcionamiento hidráulico que pliegan los cuerpos y bajan las ruedas (que permanecen levantadas durante el trabajo). También los mandos que regulan su funcionamiento son accionados hidráulicamente.